# Hagsjön (Risinge socken, Östergötland)
Hagsjön är en sjö i Finspångs kommun i Östergötland och ingår i Nyköpingsåns huvudavrinningsområde. Sjön är 2,4 meter djup, har en yta på 0,034 kvadratkilometer och är belägen 58 meter över havet.